# Diana Balmori

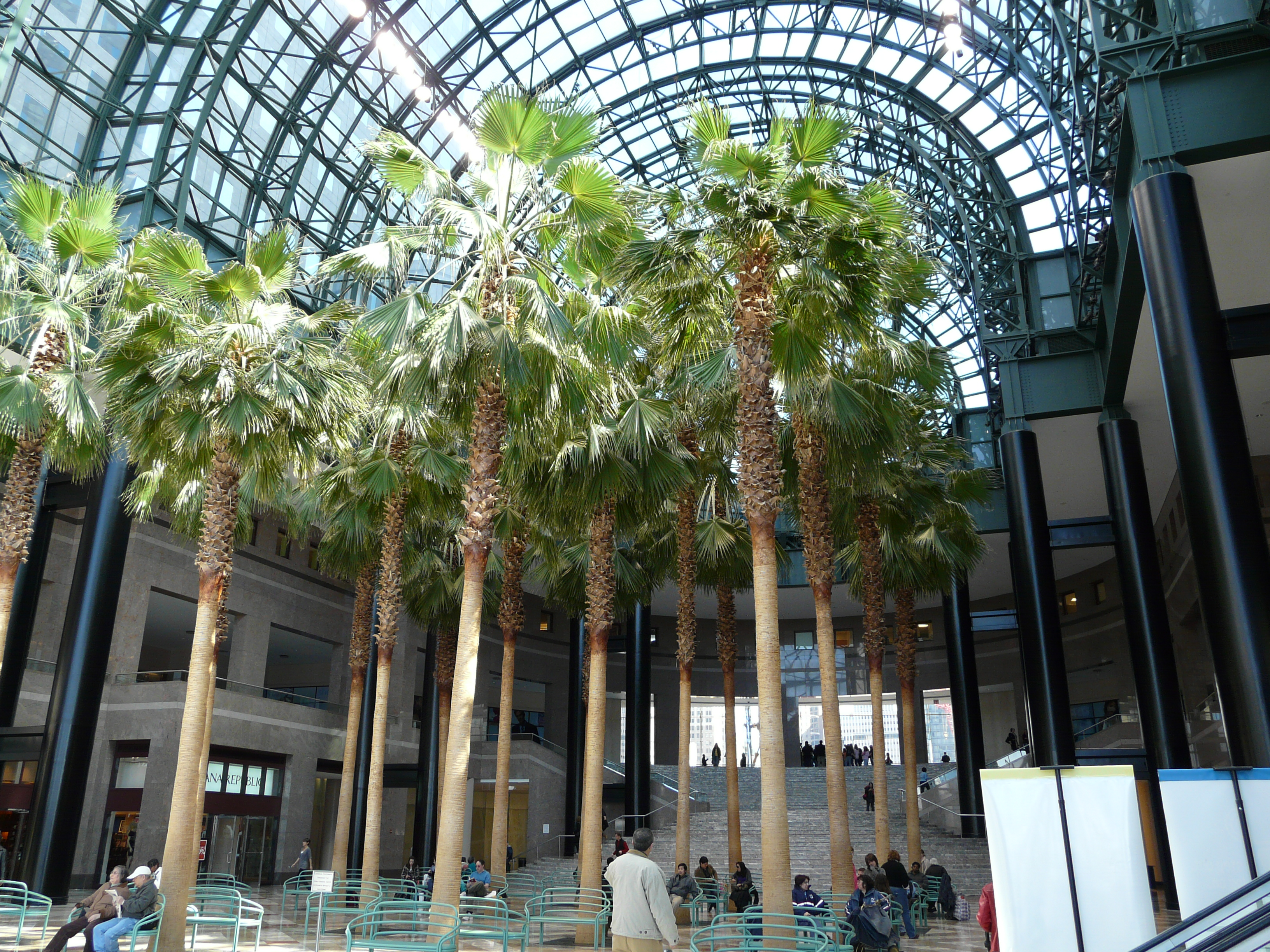
Winter Garden Atrio, César Pelli and Associates

Diana Balmori Ling (Gijón, 4 de junio de 1932-Nueva York, 14 de noviembre de 2016) fue una arquitecta paisajista, profesora y diseñadora urbana española, reconocida internacionalmente. Fue también fundadora de la empresa de diseño de paisajes, Balmori Associates.

## Biografía

### Primeros años

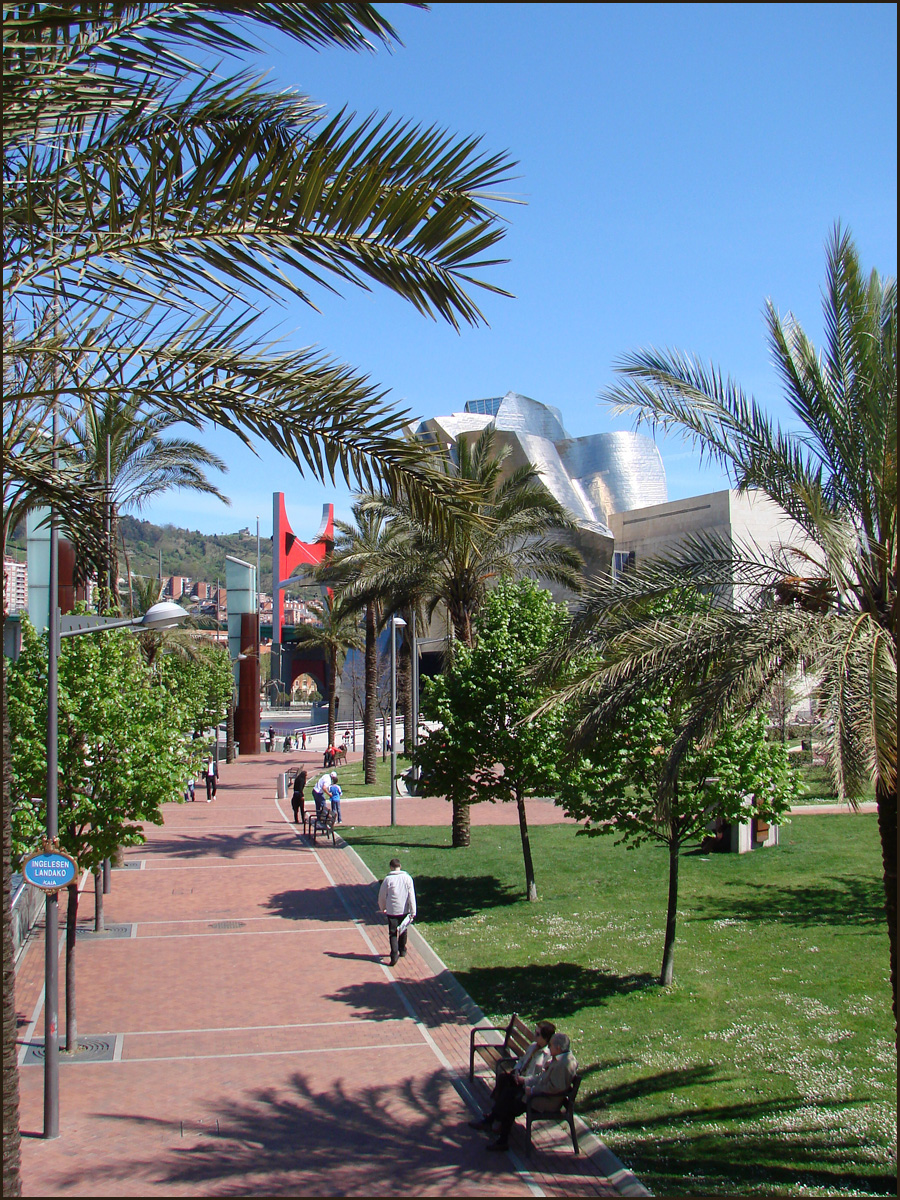
Parque de la Campa de los Ingleses, Abandoibarra, Bilbao, Diana Balmori Associates

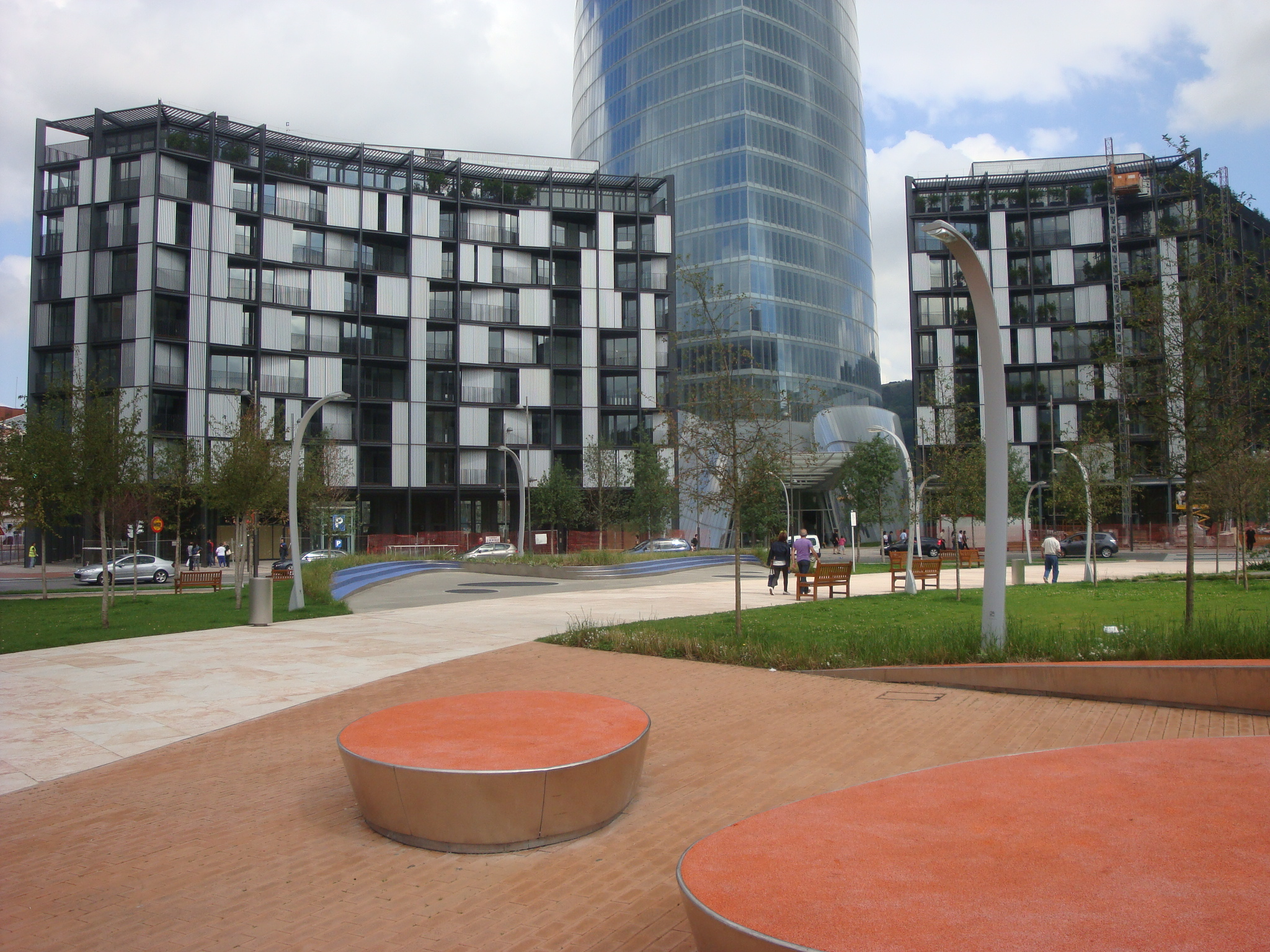
Plaza Euskadi, Bilbao Diana Balmori Associates

Nacida en Gijón, pasó la mayor parte de su infancia en España e Inglaterra, antes de que su familia se mudara a Argentina. Su madre, Dorothy Ling, nacida en Inglaterra, fue una música y musicóloga extraordinaria. Su padre Clemente Hernando Balmori, era republicano y fue uno de los lingüistas españoles más influyentes.
Balmori fue una niña muy creativa e imaginativa, y se sintió atraída por las artes desde temprana edad. Aprendió a cantar, bailar, tocar el piano, y sus padres le animaron a explorar una amplia gama de áreas, literatura, poesía, latín, griego, pintura y música. A la vez que hacía incursiones en el mundo del diseño, lo que dejó muchas influencias en ella, mostrando ampliamente su estilo de diseño único y exitoso.
Se graduó de la escuela secundaria a los dieciséis años. Siendo niña, conoció en Tucumán a César Pelli con quien se casó en 1950 y posteriormente se convirtió en su socio.

### Formación
Diana Balmori ingresó a la carrera de arquitectura en la Universidad Nacional de Tucumán en 1949 y recibió su título en 1952. Ese mismo año viajó con Pelli a Estados Unidos donde nacieron sus dos hijos: Denis en 1953 y Rafael en 1956.
Entre 1964 y 1976 vivieron en Los Ángeles donde ella realizó su doctorado en Historia Urbana en la Universidad de California, que finalizó en 1973 con altos honores. Al año siguiente comenzó a dar clases en la State University of New York en Oswego hasta 1981.

## Trayectoria

### Socia de Pelli and Associates
En 1977, Balmori y Pelli se establecieron en New Haven, donde formaron el estudio César Pelli and Associates, junto a Fred Clarke. El estudio comenzó su andadura con un encargo de gran relevancia: el multipremiado proyecto para la renovación de MoMA de Nueva York. En los años siguientes el estudio crece con el World Financial Center y el Winter Garden en Battery Park. Este consiste en cuatro torres y una plaza pública abierta. El estudio obtuvo la medalla de Oro de la AIA a la firma del año en 1989. Ella fue enfocando sus aportes hacia la Arquitectura del Paisaje. Ese mismo año Balmori finalizó sus estudios de diseño del paisaje en el Radcliffe College. Ella había desarrollado un gran interés por el tema del paisaje desde el punto de vista teórico y había escrito sobre la obra de Beatrix Farrand, la paisajista que a los 50 años diseñó el campus de Dumbarton Oaks cuyos edificios eran obra de McKim, Mead & White. 
El interés de la doctora Balmori en el paisaje y diseño urbano surgió de su interés  en los espacios públicos, la forma en el que es empleado y diseñado, y su papel y efecto en un área más grande. Su estilo de diseño es reconocido por la forma en que se crea una interfaz fluida entre el paisaje y la estructura en el desarrollo de los espacios públicos urbanos.

### Titular de Balmori Associates
En 1990, a los 58 años, Diana Balmori decidió armar su carrera propia y desplegar todo su potencial. En 2003 diseña las terrazas verdes del edificio llamado The Solaire ubicado en Nueva York. Diseñado por Rafael Pelli, es el primer edificio de vivienda en altura en Estados Unidos certificado por las normas verdes.
Ese mismo año Balmori Associates fue encargada de diseñar la Plaza Euzkadi de Bilbao que conecta el ensanche del siglo XIX con un nuevo sector de la ciudad, obra que finaliza en 2011. El Master Plan de Abandoibarra Bilbao realizado junto a Pelli Clarke Pelli Architects y Eugenio Aguinaga, recibió el premio especial Città d’Acqua de la Bienal de Venecia al mejor proyecto en 2005. En 2007, junto a RTN Architect gana el concurso internacional para diseñar el Parque Campa de los Ingleses también ubicado en Abandoibarra. Sus diseños de paisaje pasan al lado del río Nervión y al lado del edificio del Guggenheim Bilbao.
Otro proyecto de dimensiones significativas es el master plan de la nueva ciudad administrativa de Sejong, en Corea del Sur (a 90 millas de Seúl), con una dimensión de 2 700 000 m² que albergará 36 ministerios. El concurso fue ganado en 2007, la primera fase completada en 2012 y una segunda fase se completó en 2014. El proyecto se realiza junto a H. Associates y Haeahn Architecture. Se parte de utilizar los techos verdes como espacios públicos y convertirlos en la idea generadora de la forma arquitectónica integrándolos totalmente a la propuesta. Dos conceptos guiaron el proyecto, la continuidad de los espacios a través de los techos de los edificios que simboliza la unidad interconectada y la naturaleza democrática del pueblo y el gobierno y los vínculos visuales y físicos creados entre el gobierno y el pueblo, lo urbano y lo natural, el suelo y el cielo.
Diana Balmori ha establecido una firma estética y funcional, aplicando el pensamiento de un diseño inventivo a un cuidadoso estudio de los aspectos sociales de las dimensiones ecológicas, hidrológicas y temporales de los proyectos.
Ella también ha innovado en sistemas sostenibles, en los llamados techos verdes. Esta "quinta fachada", como Balmori ha llamado a la enorme extensión de tejados urbanos, ahora marca un límite para diseñadores y arquitectos. Al explorar esta quinta fachada, es posible cambiar no sólo el aspecto de un edificio, sino también la forma en que funciona, los techos verdes ofrecen una alternativa de futuro en la evolución del paisaje urbano y puede aliviar la contaminación del aire urbano, el efecto de isla cálida y el manejo de las aguas pluviales.
De 36 propuestas procedentes de nueve países, Balmori Associates fue seleccionado junto con el Studio MDA, Knippers Helbig, Inc., David Skelly, CITA, Bluegreen, John A. Martin & Associates, y David Langdon, como uno de los cinco finalistas en la ARC Fauna Crossing Infrastructure un concurso de Diseño Internacional, patrocinado por Soluciones ARC, que reta a los competidores a proponer conceptos de diseño para una vida salvaje a través de la Interestatal 70 (I-70) cerca de Denver, Colorado en EE. UU.
En 2009, la firma de Diana Balmori, Balmori Associates, se mudó a un nuevo espacio en el Meat Packing District, en la ciudad de Nueva York. Está actualmente involucrada en varios proyectos públicos de Nueva York, y se encuentra en diferentes etapas del desarrollo de proyectos a nivel internacional.

### Directora de BAL/LAB
Diana Balmori colaboró frecuentemente con artistas y arquitectos. En 2006 creó el BAL/LAB dentro de su estudio, un laboratorio de exploración sobre las áreas difusas y los límites de la arquitectura, el arte y la ingeniería: techos verdes, islas flotantes, paisajes efímeros, formas de representación y ciudades de basura cero, entre otras temáticas. Balmori utilizó el extraordinario concepto de Robert Smithson para crear una isla flotante en torno a la ciudad de Nueva York.

## Publicaciones
Además de su prolífica labor como diseñadora principal de Balmori Associates, Balmori ha escrito mucho sobre la ciudad, el ambiente, y la historia del diseño. Ella une su práctica con fundaciones e instituciones académicas. Balmori mantiene una activa presencia en los medios de comunicación y en los organismos dedicados a promover mejoras en las ciudades. Sus obras y opiniones aparecen en numerosos medios como Dwell, The Architects Newspaper, Monocle, El País, PBS, WNYC, Design Observer, y Utne Reader, que la designa como una de las 50 personas visionarias que están cambiando tu mundo en 2009.
Entre sus libros más importantes podemos citar:
- Drawing and Reinventing Landscape[8]
- A Landscape Manifesto[9] libro publicado con el apoyo de la Fundación Graham[10]
- Tra Fiume e Cittá Paesaggi, Progetti e Principi[11]
- Balmori: C3 Publications, (Corea) 2007[12]
- The Land and Natural Development (LAND) Code, Guidelines for Sustainable Land Development[13]
- Mapping in The Age of Digital Media: The Yale Symposium[14]
- Saarinen House and Garden: A Total Work of Art[15]
- Transitory Gardens, Uprooted Lives[16]
- Redesigning the American Lawn: A Search for Environmental Harmony[17]
- Beatrix Farrand, American Landscapes: Garden and Campuses Designs[18]

## Reconocimientos
Balmori ha sido honrada por numerosas instituciones, incluyendo el Fondo Nacional de las Artes, el Fondo Nacional para las Humanidades y el Instituto estadounidense de Arquitectos. En 2006, fue nombrada Senior Fellow en Estudios de Paisaje y el Jardín en Dumbarton Oaks, en Washington D. C. Balmori cumplió dos mandatos en la Comisión de Bellas Artes de Estados Unidos.
Fue miembro de la American Historical Association y la Sociedad Americana de Arquitectos Paisajistas. Fue miembro también de la Dumbarton Oaks Garden & Landscape History Institute y la Universidad de Harvard, así como del Consejo en el Instituto Van Allen en Nueva York y Minetta Brook, una organización de arte público. Se desempeñó como miembro del Comité para el Plan Integral de Diseño del Paisaje para la Casa Blanca en 1999.
Fue nombrada por Fast Company’s como la tercera persona más creativa en el negocio (junio de 2013) y una de las 10 innovadoras de Architectural Digest (septiembre de 2013).
Parte de sus archivos se encuentran en el International Archive of Women in Architecture en Virginia Tech.

## Docencia
Dirigió la cátedra Davenport de Proyectos Arquitectónicos en la primavera de 2004 en la Escuela de Arquitectura de Yale y fue la profesora invitada del Proyecto Arquitectónico William Henry Bishop en el otoño del 2008 en la Escuela de Arquitectura de Yale y también enseña Silvicultura y Estudios Ambientales en Yale.